# Black Brant

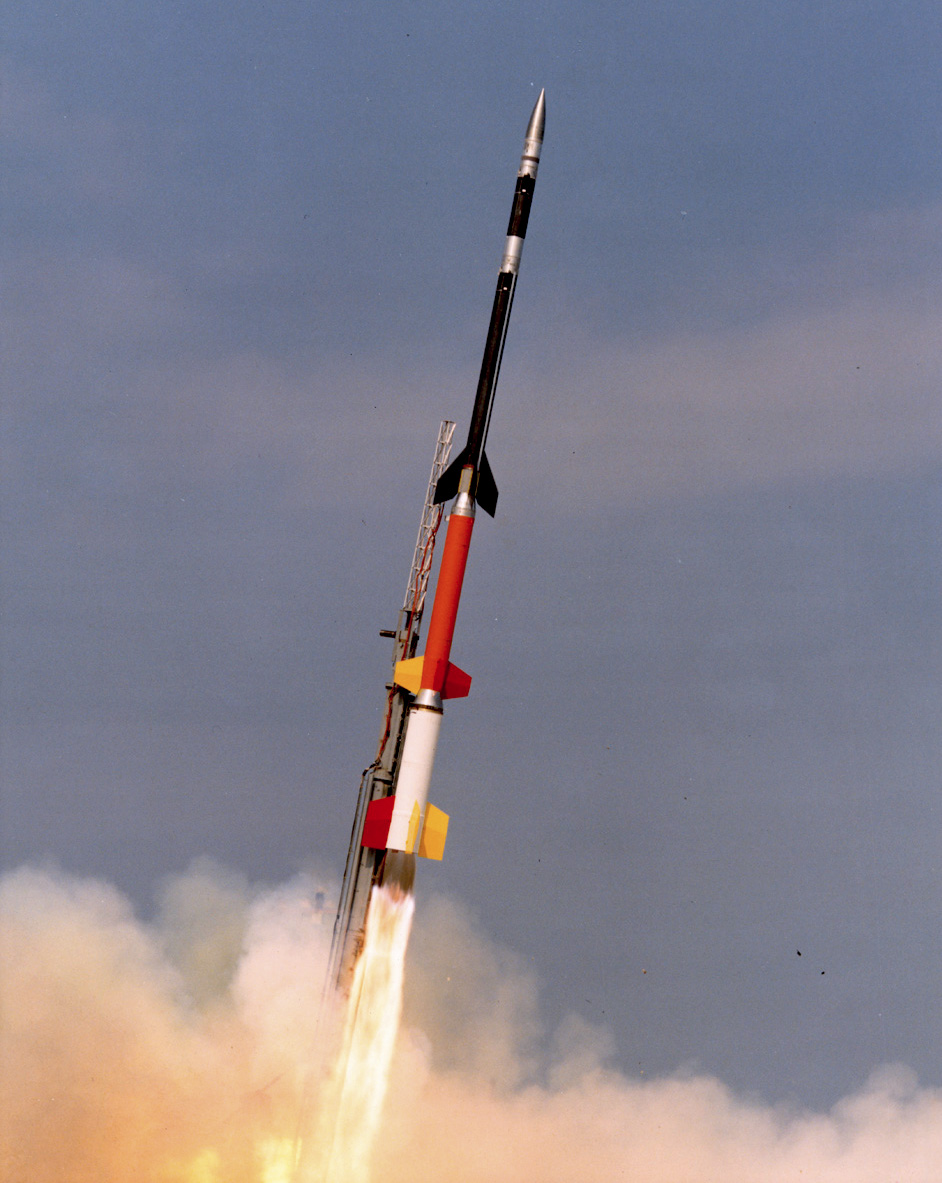
Ракета Black Brant XII

Black Brant — канадська метеорологічна ракета.
Розроблена компанією Bristol Aerospace. Перший запуск був здійснений у вересні 1959 року.
Ракета Black Brant здатна підняти корисне навантаження масою 68 кг на висоту 150 км. Ці ракети використовувалися неодноразово Канадським космічним агентством та НАСА.
Всього на 2010 рік було побудовано близько 800 ракет Black Brant різних модифікацій.

## Модифікації
Black Brant I
- Корисне навантаження: 68 кг
- Максимальна висота польоту: 225 км
- Тяга: 111 кН
- Стартова маса: 730 кг
- Діаметр: 0.26 м
- Довжина: 7.41 м

Black Brant II
- Корисне навантаження: 68 кг
- Максимальна висота польоту: 274 км
- Тяга: 89 кН
- Стартова маса: 730 кг
- Діаметр: 0.44 м
- Довжина: 8.45 м

Black Brant III
- Корисне навантаження: 18 кг
- Максимальна висота польоту: 177 км
- Тяга: 49 кН
- Стартова маса: 286 кг
- Діаметр: 0.26 м
- Довжина: 5.50 м.

Black Brant IV
- Двухступінчата ракета, складається з Black Brant VA + Black Brant IIIA або IIIB
- Корисне навантаження: 100 кг
- Максимальна висота польоту: 1,000 км
- Тяга: 111 кН
- Стартова маса: 1,356 кг
- Діаметр: 0.44 м
- Довжина: 11.06 м

Black Brant V
- Одноступінчата ракета, складається з однієї Black Brant VA, VB або VC
- Корисне навантаження: 68 кг
- Максимальна висота польоту: 387 км
- Тяга: 111 кН
- Стартова маса: 1197 кг
- Діаметр: 0.44 м
- Довжина: 8.15 м.

Black Brant VI
- Максимальна висота польоту: 72 км
- Тяга: 7 кН
- Стартова маса: 100 кг
- Діаметр: 0.12 м
- Довжина: 2.80 м.

Black Brant VIII
- Максимальна висота польоту: 340 км
- Тяга: 196 кН
- Стартова маса: 2,000 кг
- Діаметр: 0.44 м
- Довжина: 11.90 м

Black Brant XI
- Три ступені: Talos — 1-ша ступінь, Taurus — 2-га ступінь і Black Brant V — 3-тя ступінь.[1]
- Корисне навантаження: 230 кг на 700 км, или 590 кг на 250 км
- Максимальна висота польоту:
- Тяга:
- Стартова маса:
- Діаметр:
- Довжина:

Black Brant X
- Корисне навантаження: 90 кг
- Максимальна висота польоту: 900 км
- Стартова маса: 2600 кг
- Діаметр: 0.44 м
- Довжина: 14.50 м